# Luís Mata
Luís Carlos Machado Mata (sinh ngày 6 tháng 7 năm 1997) là một cầu thủ bóng đá người Bồ Đào Nha thi đấu cho Porto B, ở vị trí hậu vệ.

## Sự nghiệp bóng đá
Vào ngày 7 tháng 8 năm 2016, Mata có màn ra mắt cho Porto B trong trận đấu tại LigaPro 2016–17 trước Aves.